# Rana postrzałowa

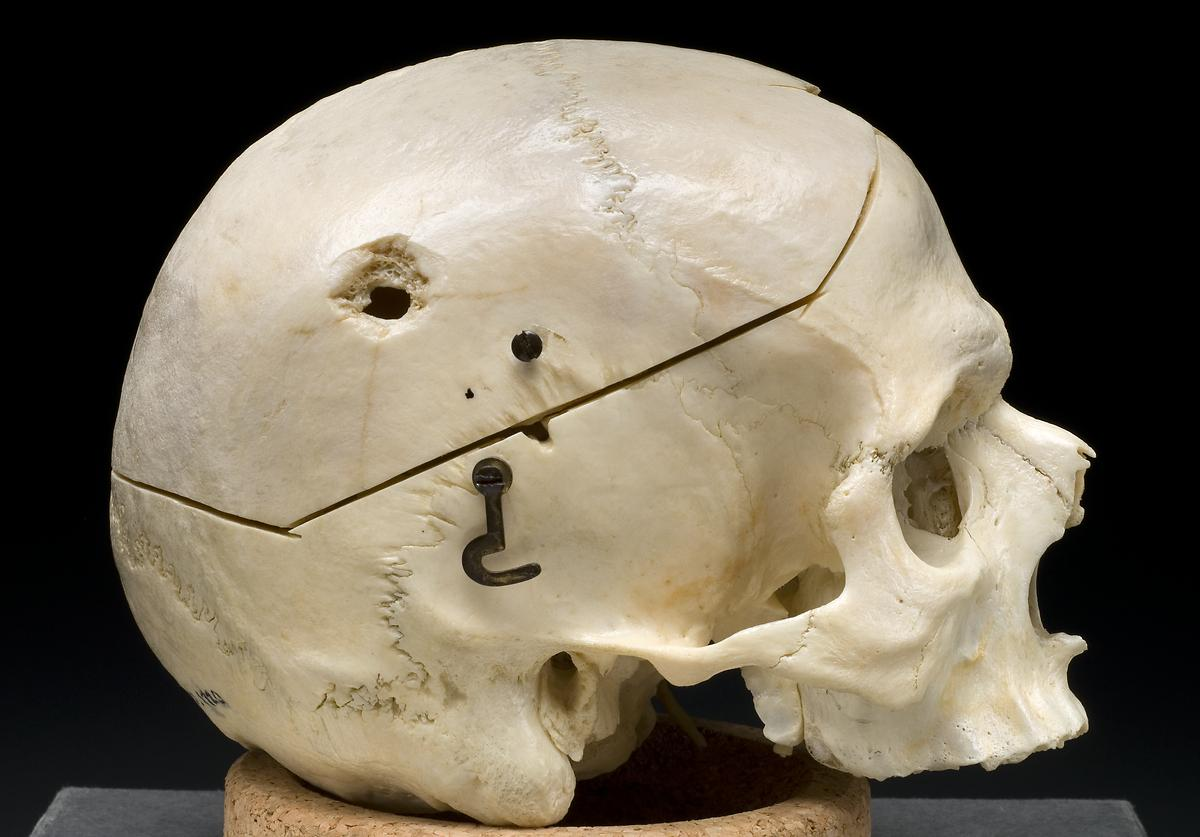
Rana postrzałowa głowy

Rana postrzałowa  (vulnus sclopetarium) – rana powstająca na skutek działania pocisków z broni palnej lub odłamków pocisków, min, granatów, bomb itp.
Wyróżnić można trzy rodzaje ran postrzałowych:
- styczna – powstała wskutek uszkodzenia zewnętrznej powierzchni ciała przez pocisk lub odłamek; wyglądem przypomina ranę szarpaną,
- ślepa – powstała wskutek działania pocisku lub odłamka, który naruszył skórę i tkanki wewnętrzne tworząc ranę wlotową i kanał, a następnie utkwił wewnątrz ciała,
- przelotowa – powstała wskutek działania pocisku lub odłamka, który naruszył skórę i tkanki wewnętrzne tworząc ranę wlotową (mniejszą) i kanał, a następnie opuścił ciało tworząc dodatkowo ranę wylotową (większą).

Przeczytaj ostrzeżenie dotyczące informacji medycznych i pokrewnych zamieszczonych w Wikipedii.